# Солуки
Солуки (укр. Солуки) — село в Ивано-Франковской поселковой общине Яворовского района Львовской области Украины.
Население по переписи 2001 года составляло 124 человека. Занимает площадь 10 км². Почтовый индекс — 81086. Телефонный код — 3259.